# Baugi, Bidar
Baugi là một làng thuộc tehsil Bidar, huyện Bidar, bang Karnataka, Ấn Độ.